# Пазирицька культура
Пазирицька культура — археологічна культура залізної доби (VI—III ст. до Р. Х.), Основні знахідки якої були зроблені у Гірському Алтаї.
Інформація головним чином здобута при розкопках так званих Пазирицьких курганів. Носіями цієї культури є колишні жителі сучасних територій Росії (плато Улаган, Укок), Казахстану та Монголії.

## Відкриття культури
Культура виявлена в 1865 році Вільгельмом Радлов при розкопках Берельського і Катандинського курганів
.
Свою назву здобула за пам'ятником в урочищі Пазирик долини річки Великий Улаган поблизу села Баликтуюль (Улаганський район), де експедицією академіка С. І. Руденко були в 1929 році розкопані усипальниці Пазирицької племінної знаті.
Незважаючи на несхвальне ставлення корінного населення, дослідження Пазирицьких курганів не припинилися і по руйнації СРСР.
Час від часу вчені знаходять і муміфіковані тіла.
Так, в 1993 році була виявлена так звана «Алтайська принцеса».

## Походження пазирикців
Етнічно іраномовно-самодійська пазирицька культура з'явилася в результаті тісного контакту самодійської каракольської культури з іраномовною бегази-дандибаєвською або близькою їй культурою.
Далі співіснувала з ранньоскіфською усть-куюмською групою
, 
а потім з кара-кобинською культурою.
Імовірно пазирицька культура — продукт розвитку афанасьєвської культури
.
В антропологічному складі населення Пазирицької культури виявляються три базові компоненти (доліхокранний європеоїдний з високим і широким обличчям, брахікранний монголоїдний з невисоким обличчям і мезодоліхокранний монголоїдний з високим обличчям)
.
Разом з близькими племенами тагарської культури зазнали атак прото-хунну
..
В. О. Могильников припускав, що Пазирицька культура була результатом взаємодії місцевого населення куртуського етапу майемирської спільності південних, південно-західних і частково центральних районів Алтаю і племен, які прийшли зі степів сьогоденного Казахстану
..
За іншою версією, пазирикці були прийшлим населенням для Гірського Алтаю, що не було пристосованим до суворого клімату високогір'я
.

## Спосіб життя
Основним заняттям населення було кочове скотарство. Знатних людей ховали у дерев'яних зрубах.
Знатні пазирикці носили шовкові сорочки, які мали один копил як для чоловіків, так і для жінок

, у похованнях же рядових членів суспільства сорочок виявлено не було.
Чоловічим елементом одягу були штани, тоді як жінки носили триколірні спідниці

Загальною деталлю гардероба для жінок і чоловіків пазирикців були повстяні панчохи, які були зручні для верхової їзди

Також пазирикці носили хутряні шуби, часто зроблені хутром і всередину, і назовні.
Такі шуби мали повстяні аплікації-прикраси, а також прикрашалися цінними хутрами, пофарбованими у синій колір

Через кліматичні умови у похованнях прекрасно збереглися мумії
.
На їх шкіру нанесено складне татуювання.
Крім того, в окремих курганах збереглися похоронний візок заввишки у три метри, численні реалістичні фігурки звірів і птахів (в тому числі з повсті), зразки текстилю, включаючи найдавніший у світі ворсовий килим.
Знахідки Руденківських експедицій, більшість з яких датується V ст. до Р. Х., експонуються у Державному Ермітажі.
Дослідження волосся мумій, проведене в Оксфордському університеті, показало, що основним продуктом в харчовому раціоні носіїв Пазирицької культури Укока була риба
.
Під натиском гунів, які рухалися з Центральної Азії на північ, наприкінці III — початку II століття до Р. Х. Частина пазирикців була змушена мігрувати з території Гірського Алтаю на північ через зони проживання самодійського населення великоріченців та кіжировців
..

## Палеогенетика
Представники пазирикців з Монголії і Республіки Алтай мали мітохондріальні гаплогрупи A, A4, C, F2a, G2, HV2, HV6, J, K}, T1, U5, U5a1 .
Ricaut в 2004 і Keyser в 2009 роках провели аналіз Y-ДНК останків чоловіка з поховання на Алтаї (Sebÿstei Valley [SEB 96K2]).
За зовнішніми ознаками матеріальної культури археологи впевнено віднесли це поховання до Пазирицької культури
.
Поховання датоване 450 р. до Р. Х. Палеогенетичне дослідження виявило у пазирикців носіїв гаплогрупи R1a-М198
.
Пізніше також при дослідженні двох представників Пазирицької культури з могильника знатних воїнів Ак-Алаха-1 на Гірському Алтаї показало їх приналежність по маркерами до Y-хромосомної гаплогрупи N-P43 та мітохондріальної гаплогрупи C
.